# Sugar Box
Sugar Box is een nummer van de Britse band Then Jerico uit 1989. Het is de tweede en laatste single van hun tweede studioalbum The Big Area.
"Sugar Box" gaat over een man die overdonderd is dat zijn verliefdheid op een vrouw wederzijds is. Het nummer werd enkel een hit in het Verenigd Koninkrijk, waar het een bescheiden 22e positie bereikte.

## Tracklijst
Muziekdownload
1. "Sugar Box" - 3:47
2. "The Happening" - 5:21

Cd-single
1. "Sugar Box" - 3:47
2. "The Happening" - 5:21
3. "Big Area" (Lost Mix) - 6:12
4. "Sugar Box Blue" - 3:45